# سكاي شاركس
سكاي شاركس أو قروش السماء (بالإنجليزية: Sky Sharks)‏ هو فيلم رعب وخيال علمي وكوميديا تم إنتاجه في ألمانيا وصدر سنة 2020 بطولة توني تود ونيك برينسيب.

## القصة
خلال رحلة استكشافية في القارة القطبية الجنوبية ، اكتشف فريق جيولوجي عن طريق الخطأ مختبرًا نازيًا من الحرب العالمية الثانية كان مخفيًا في أعماق الجليد . سلاح سري رهيب مخبأ في المختبر يستيقظ بالصدفة. تم تطوير جيش من أسماك القرش المعدلة وراثيًا . سيحلق هذا الأسطول ، بقيادة كائنات الزومبي النازية الخارقة ، في السماء ، مع عواقب وخيمة على كل ما يعترض طريقهم.

## وصلات خارجية
قروش السماء على موقع IMDb (الإنجليزية)
- قروش السماء على موقع روتن توميتوز (الإنجليزية)
- قروش السماء على موقع قاعدة بيانات الأفلام العربية
- قروش السماء على موقع فيلمافينيتي (الإسبانية)
- قروش السماء على موقع قاعدة بيانات الفيلم (الإنجليزية)
- قروش السماء على موقع ليتربوكسد (الإنجليزية)
- قروش السماء على موقع كينوبويسك (الروسية)